# 公肩定

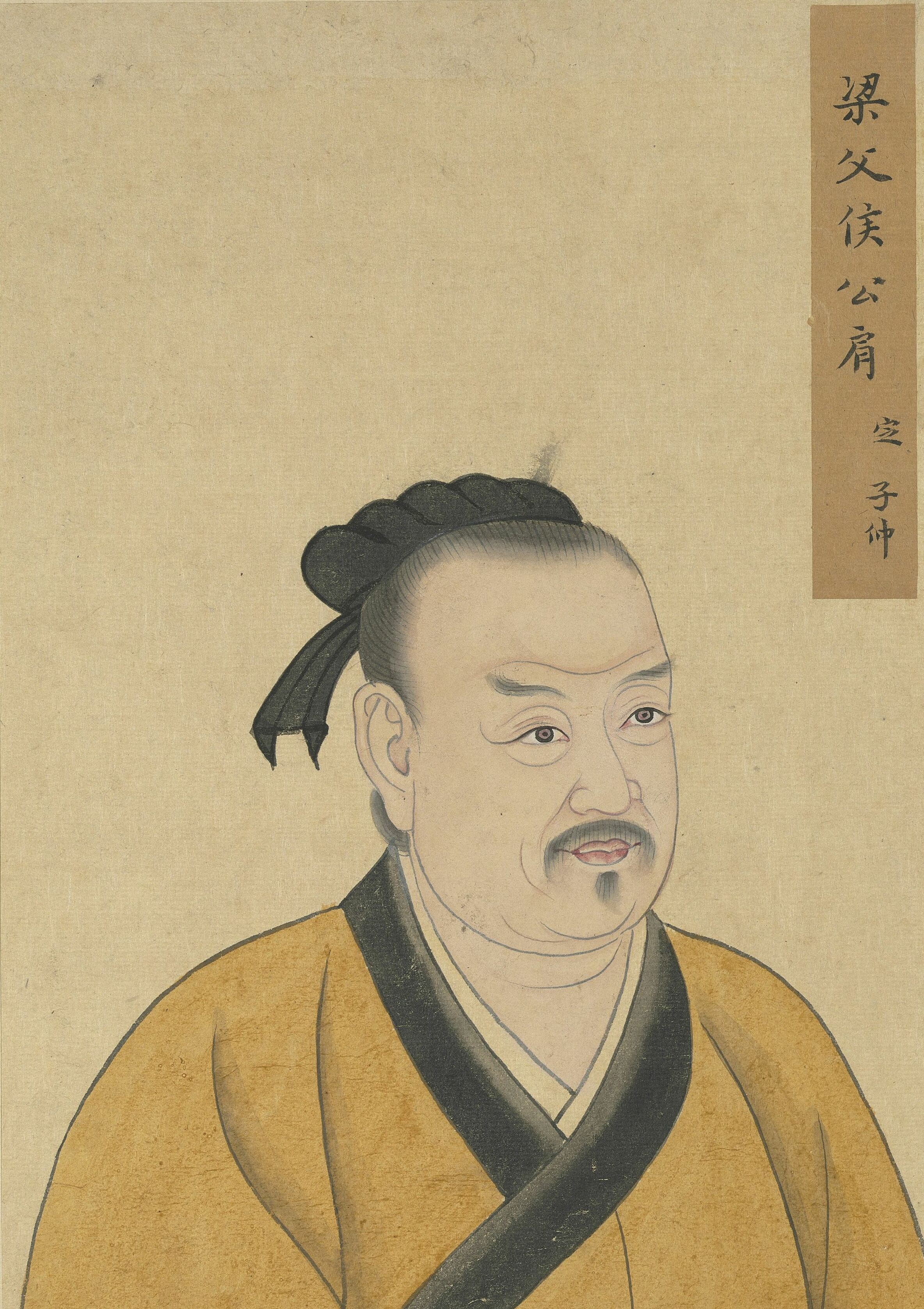
公肩定

公肩定（？—？），《孔子家语》作公宾定，字子中或子仲。春秋时期魯國人，一说晋国人。孔子弟子。

## 生平
公肩定事跡不詳。 

## 歷代追封
- 漢明帝永平十五年（72年）從祀孔廟。
- 唐玄宗開元二十七年（739年）封新田伯。
- 宋真宗大中祥符二年（1009年）封梁父侯。
- 明世宗嘉靖九年（1530年）封先賢公子。